# Coprates Labes
La Coprates Labes è una struttura geologica della superficie di Marte.